# Хатинь (Білорусь)
Хатинь (біл. Хатынь) — колишнє село в складі Логойського району, розташоване в Мінській області Білорусі. 22 березня 1943 року, після вбивства партизанами декількох німецьких солдатів 118-го батальйону шуцманшафту, радянські партизани заховалися в Хатині. Бійці поліцейського батальйону оточили село, а штурмом партизан брали й частково спалили село військовослужбовці німецького зондер-батальйону СС Дирлеванґер. Під час бою загинули місцеві мешканці, зокрема діти. 
5 липня 1969 року на місці, де розташовувалось село, відкрили Меморіальний комплекс «Хатинь», а сама назва Хатинь стала одним із символів знищення цивільного населення під час Другої світової війни.

## Історія трагедії
21 березня 1943 року в селі заночували червоні партизани з загону «Месники» під командуванням старшого лейтенанта Морозова. На ранок 22 березня, за 6 кілометрів від села вони влаштували засідку, до котрої потрапило два взводи 1-ї роти 118-го поліційного охоронного батальйону, сформованого з військовополонених та радянських громадян. Унаслідок атаки загинуло троє поліціянтів та двоє німецьких солдатів, у тому числі шеф-командир роти гауптштурмфюрер Ганс Вельке, що був олімпійським чемпіоном 1936 року. Поранений командир взводу Мелешко надав наказ про знищення партизан. Під час переслідування німецькі підрозділи натрапили на 30 заготівельників лісу з села Козирі й вбили їх, прийнявши за партизанів.
Після проведення операції партизани відступили до найближчого села — Хатині та зупинились там.
Про напад було доповідано штурмбанфюреру СС Дирлеванґеру, котрий ухвалив рішення про проведення операції із зачистки села. На підмогу викликали підрозділ 36-ї гренадерської дивізії СС «Дирлеванґер» (нім. SS-Sonderregiment Dirlewanger), більшу частину вояків якого складали кримінальники або вояки, які скоїли злочини під час служби в армії. Дивізія також мала у своєму складі військово-терористичні підрозділи — «айнзацгрупи».
О 17:00 село було оточене, і розпочався його штурм. Під час операції були вбиті декілька партизанів, ще близько двадцяти підозрілих осіб відправили у штаб батальйону. Наказом начальника поліції та СС генеральної округи «Білорусь» обергрупенфюрера Курта фон Ґотберґа село було визнане партизанською базою й ухвалене рішення про його ліквідацію.
За радянською версією, селян зігнали до дерев'яної стодоли розміром 12х10 метрів, зачинили двері, обклали соломою й підпалили. Тих, хто намагався вибратися, розстрілювали кулеметники. Таким чином було вбито та спалено живцем 149 жителів села Хатинь, у тому числі 75 дітей, врятувалось лише декілька осіб.
За версією сучасних істориків, відбулося таке: «Спалення села Хатинь разом з його жителями — було прямо спровоковане діями вояків партизанської бригади «Народні месники» під командуванням В.І. Андріянова. 22 березня 1943 року партизани вчинили засідку на солдатів 1-ї роти 118 шуцбатальйону, сформованого роком раніше в Києві. Після підходу основних сил батальйону партизани відступили, і незрозуміло чому закріпились в найближчому селі [Хатинь], хоча могли спокійно уникнути переслідування, розсіявшись по довколишніх непролазних хащах. Блокувати село, зусібіч оточене лісом, було неможливо, тому шуцмани вдалися до фронтального штурму, в результаті якого було вбито до тридцяти партизанів і невідома кількість місцевих жителів. Після прочісування населеного пункту і довколишніх заростей було виловлено ще біля двадцяти підозрілих осіб, яких відправили у штаб батальйону. А саме село наказом ССПФ генеральної округи «Білорусь» обергрупенфюрера Курта фон Ґоттберґа було визнане партизанською базою, і спалене разом з рештою жителів ротою Особливого батальйону СС Оскара Дирлеванґера, яка прибула туди вже після бою" (ГДА СБУ. — Ф. 5. — Спр. 65390. — Т. 1. — Арк. 77; — Т. 2. — Арк. 252–253.)». 
Після війни десятки колабораціоністів були засуджені радянською владою за цей злочин, судові процеси над ними тривали аж до грудня 1986 року, хоча правдивість доказів, отриманих під час тортур у радянських катівнях не можна вважати задовільними. Військовим трибуналом Білоруського військового округу був засуджений і розстріляний начальник штабу 118-го батальйону Григорій Васюра.

## «Хатинь» як символ, щоб замаскувати радянський злочин у Катині
Хатинь — тільки одне із сотні знищених білоруських сіл і в ньому загинуло не найбільше людей, але саме воно стало «символом», «мітом», який культивувався радянською владою, а пізніше владами Росії та Білорусі. Основна причина — це співзвучність назви цього села із місцем масових страт радянським режимом польських офіцерів у Катині. Особливо зрозумілим є вибір саме цієї назви для сприйняття на європейських мовах: «Katyn’» і «Khatyn’» звучить майже однаково і різниця тільки в одній букві.
Радянська сторона розпочала спекуляції на різниці в назвах ще у 1945 році, зокрема 18 жовтня того року на Нюрнберзькому процесі Радянський Союз висунув звинувачення проти німецьких нацистів у вбивстві польських військовополонених у Катині. Оскільки аргументів на підтвердження цієї версії не було надано, тоді генерал Сергій Руденко спробував пояснити «помилку» радянських прокурорів: «Вони мали на увазі білоруське село Хатинь, спалене німцями».

## Меморіальний комплекс
У пам'ять білоруських сіл, знищених нацистами в роки Другої світової війни, в січні 1966 року ЦК КПБ ухвалив рішення про створення на місці спаленого села в Логойському районі меморіального комплексу «Хатинь». У березні 1967 року було оголошено конкурс на створення проєкту меморіалу, де переміг проєкт архітекторів Ю. Градова, В. Занковича, Л. Левіна та скульптора С. Селіханова. 5 липня 1969 року відбулось урочисте відкриття меморіального комплексу «Хатинь».

## Галерея
|  |  |  |
|  |  |  |